# Tanz auf der Kippe
Tanz auf der Kippe ist ein Spielfilm der DEFA-Studio Babelsberg GmbH von Jürgen Brauer aus dem Jahr 1991 nach dem Roman Augenoperation von Jurij Koch aus dem Jahr 1988.

## Handlung
Während in einem Bauwagen, der auf einer Müllkippe den dort beschäftigten Arbeitern als Aufenthaltsraum dient, im Fernsehgerät die Bilder vom Vorabend der Feierlichkeiten zum 40. Jahrestag der DDR gezeigt werden, wird unweit davon ein junger Mann von mehreren Männern zusammengeschlagen. Der letzte Angreifer drückt dessen Kopf zum Schluss noch in eine säurehaltige Lache, so dass es zu einer Hornhautverletzung der Augen kommt. Nur mit Mühe kann sich der junge Mann zu einem Wasserhahn bewegen, um seine Augen auszuspülen. Die nächsten Aufnahmen zeigen ihn in einer Augenklinik, wie er sich einer ersten Behandlung unterzieht. Hier erfahren wir auch, dass es sich um den 17-jährigen Gerat Lauter handelt. Beim Besuch seiner Eltern am nächsten Tag im Krankenhaus erklärt ihm sein Vater, dass der Chefarzt ihm gesagt hat, dass alles wieder gut wird und er gern wieder nach Hause kommen kann. Der ihn dabei berührenden Hand des Vaters entzieht sich Gerat. Von den Ärzten bekommt er die Information, dass er neue Hornhäute bekommen muss. In den nun folgenden Rückblenden erzählt der Film, wie es zu dieser Geschichte kam.
Während der Beerdigung eines verstorbenen Lehrers stellt der Schüler der 10. Klasse Gerat Lauter fest, dass immer die falschen Menschen sterben. Seine Lehrerin Claudia Lohanz, die diese Worte hört, nimmt ihn in ihrem Auto mit und spricht mit ihm über diese Äußerung und gibt ihm das Gefühl, dass sie sein Ringen um Ehrlichkeit und Wahrheit nachvollziehen kann. Anders sein Vater, der seinem Sohn eine Anpassung an die Gesellschaft aufzwingen will. So überwerfen sich beide, weil ein Bewerbungsschreiben für eine Lehrstelle als Montageschlosser nicht den Vorstellungen des Vaters entspricht. Doch Gerat will in dieser Bewerbung nicht dem Betrieb der Lehrstelle zum Munde reden, auch wenn er mit seinen Äußerungen aneckt. Deshalb kommt es auch zwischen beiden zu einem Handgemenge, dem die Mutter nur zusieht. Auch mit seiner Lehrerin gibt es Meinungsverschiedenheiten über die Bewerbung und doch fühlt sich Gerat immer mehr zu ihr hingezogen. Der Versuch seines Vaters, die Reaktionen auf seine Bewerbung mit einer Einladung eines leitenden Mitarbeiters des Betriebes am Tage der Abschlusszeugnisausgabe zu glätten, wird mit dem Rausschmiss seines Sohnes beendet. Auf der Suche nach einer Unterkunft besorgt ihm Claudia Lohanz ein möbliertes Zimmer bei der Mutter einer Studienkollegin. Dabei kommt es zu einer ersten zarten Annäherung der beiden.
Während eines Spaziergangs kommt er auch an einem alten Gasometer vorbei, auf dem gearbeitet wird. Hier erkennt er Claudias Mann und erkundigt sich bei ihm, ob er dort auch arbeiten kann, was dieser verneint. Der nächste Weg führt ihn zur Stadtwirtschaft, wo er sich um eine Arbeitsstelle bewirbt. Obwohl der Kaderleiter ihm ehrlich sagt, dass das keine schöne Arbeit ist, nimmt er die Stelle mit Aussicht auf eine Berufsausbildung an. Bis es so weit ist, bekommt er eine Beschäftigung auf der Müllkippe, wo er mit seinen Kollegen für Ordnung sorgen soll. Dabei wird auch Metall für den privaten Verkauf zu einem Schrotthändler gebracht, aber Gerat nimmt von dem Geld nichts an. Immer wieder versucht er Claudia zu erreichen, in die er sich richtig verliebt hat, die ihm aber zu verstehen gibt, dass er sich keine Hoffnung machen soll, obwohl er kein Schüler mehr ist. Auch bei einem Treffen mit ihrem Mann wird er von ihm nichts anderes hören.
Doch eines Tages steht Claudia auf der Deponie, um Gerat zu besuchen, während sich seine Kollegen zu einer privaten zweiten Schicht begeben. Nach einem ausschweifenden Tanz des nun glücklichen Paares auf der Kippe landen sie im Bauwagen, um miteinander zu schlafen. Doch das Glück hält nur kurze Zeit, denn Claudia erzählt, dass ihr Mann den Gasometer demontiert, um den Schrott für die DDR in den Westen zu verkaufen. Sie gibt auch zu, bereits seit längerer Zeit davon gewusst zu haben. Das erregt Gerat so stark, dass er sich sofort wieder anzieht, um etwas dagegen zu unternehmen. Er schickt Claudia in die Stadt, um Leute zu organisieren, die den Abtransport des Metalls verhindern sollen. Als er feststellt, dass seine beiden Kollegen dabei sind, die Teile des Gasometers zu verladen, nimmt er sich einen Radlader, um damit den abfahrenden Güterzug aufzuhalten. Als das nicht zu gelingen scheint, reißt er mit der Schaufel die Gleise aus ihrem Bett. Nun kann er nur noch fliehen, wird aber auf der Kippe von seinen zwei Kollegen, Claudias Mann und einem Volkspolizisten eingeholt und dann von ihnen verprügelt. Claudias Mann drückt dann noch seinen Kopf in die ätzende Flüssigkeit, obwohl er schon geschlagen war.
Nach der Operation am ersten Auge und der Frage des Professors, was er wahrnimmt, sieht er verschwommen im Flur Claudia stehen.

## Produktion und Veröffentlichung
Für das Szenarium war Jurij Koch verantwortlich, der bereits die literarische Vorlage schrieb und die Dramaturgie lag in den Händen von Andreas Scheinert. Bei den beiden Ärzten handelte es sich um tatsächliche Augenmediziner des Bezirkskrankenhauses des Bezirks Potsdam, wo auch eine Vielzahl der Aufnahmen gedreht wurden.
Tanz auf der Kippe wurde von der DEFA-Studio Babelsberg GmbH (Künstlerische Arbeitsgruppe „Johannisthal“) unter dem Arbeitstitel Augenoperation auf ORWO-Color gedreht und hatte am 16. Februar 1991 in der Sektion Panorama während der 41. Internationalen Filmfestspiele Berlin im Berliner Haus der Kulturen der Welt seine Uraufführung. Die Kinopremiere fand am 25. April 1991 im Berliner Progress-Clubkino Felix statt. Die erste Ausstrahlung im Fernsehen erfolgte am 25. Oktober 1992 im ZDF.
2020 erschien der Film in der Reihe DEFA-Wendejugend zusammen mit Vorspiel von Peter Kahane bei Absolut Medien auf DVD.

## Kritik
Das Lexikon des internationalen Films schrieb, dass dieser Film konsequent inszeniert, sympathisch von den beiden Hauptdarstellern frisch gespielt und metaphorisch schlüssig in seiner Botschaft ist.